# FAW-Volkswagen
FAW-Volkswagen Automobile Co., Ltd. és una empresa conjunta entre FAW Group i Volkswagen Group que fabrica cotxes de passatgers de les marques Audi i Volkswagen per a la venda a la Xina. Va ser fundada el 6 de febrer de 1991.
FAW-VW té la seu a la perifèria sud-oest de Changchun, província de Jilin, on també té dues plantes de muntatge de vehicles. Té una planta de muntatge addicional a Chengdu, província de Sichuan, i una quarta planta està en construcció a Foshan, província de Guangdong. FAW-VW és capaç de produir els cotxes basats en les plataformes PQ34, PQ35 i PQ46.
El volum de producció ianual de FAW-VW va superar les 513.000 unitats a 31 de juliol de 2009.

## Història

### 1980s
Audi AG va iniciar un contracte el 13 d'agost de 1988 amb First Automobile Works per produir l'Audi 100 per al mercat xinès. El 100 es va muntar amb peces importades d'Alemanya.

### 1990s
El 20 de novembre de 1990, Geng Zhaojie (耿昭杰), president de FAW, i el Dr. Carl Hahn, director general de Volkswagen AG, van signar el contracte oficial amb una capacitat anual de 150.000 cotxes per a l'empresa conjunta entre FAW Group (First Automotive Works Group) i Volkswagen AG al Gran Palau del Poble de Pequín. Totes les instal·lacions de la primera planta d'automòbils, incloent-hi el taller de xapa i pintura, el taller de muntatge i el taller de muntatge, provenien de la fàbrica abandonada de VW a Westmoreland, EUA. L'empresa va iniciar oficialment la seva activitat l'1 de setembre de 1992..
El 5 de desembre de 1991, el primer Volkswagen Jetta Mk2 va sortir de la línia. Dos anys més tard, el 7 de febrer de 1993, el cotxe número 10.000 va sortir de la línia..
El 1995, FAW Group, Volkswagen AG i Audi AG van decidir integrar Audi a la línia de productes de les empreses conjuntes, i la participació en el capital també es va modificar, amb un 60% per a FAW, un 30% per a VW i un 10% per a Audi.
El 20 de maig de 1996 va sortir de la línia el primer Audi 200.
El taller de motors va començar a funcionar el 10 de juliol de 1996 així com la producció a gran escala.
El juliol de 1996, l'empresa era capaç de produir 150.000 cotxes, 270.000 motors i 180.000 caixes de canvis a l'any.
El 1997, FAW-Volkswagen Sales Company Ltd. es va establir com una empresa conjunta entre FAW-VW i FAW Group amb una participació del 50% per a cadascuna. Va ser una idea per evitar que els alemanys prenguessin el control del departament de vendes segons la política de l'òrgan de govern d'aleshores. El 2002, FAW-VW va recuperar la majoria de les accions de FAW Group.
El 1998, el Jetta King es va convertir en el primer cotxe de la classe A equipat amb sistema ABS al mercat xinès.
El 1999, el Jetta va ser registrat a la categoria FIA Grup N, i va participar en molts esdeveniments de ral·li a la Xina amb FRD Sport i Qingyang Racing des de finals dels anys noranta fins a principis dels anys 2000.

### 2000s
El 2002, el Jetta es va convertir en el primer cotxe de passatgers de producció en sèrie a la Xina disponible amb motor dièsel.
El 7 de gener de 2004, el cotxe número 1.000.000 (un Bora A4) va sortir de la línia de producció.
El 7 de desembre de 2004, va començar a funcionar la segona fàbrica de cotxes de FAW-VW.
El 4 d'agost de 2009, el cotxe número 3.000.000 (un Golf A6) va sortir de la línia de producció de la segona fàbrica de cotxes.

### 2010s
El 2010, FAW-VW havia venut més d'1.000.000 d'Audis (inclosos els cotxes importats) a la Xina. Amb la celebració, es va col·locar una escultura anomenada "Oda a Audi" de Gerry Judah a l'entrada de l'empresa.
Segons la política del govern xinès, els fabricants d'automòbils estrangers haurien de desenvolupar marques nacionals amb els seus socis locals. Així, FAW-VW va revelar la seva pròpia marca 'Kaili (开利)' el maig de 2011.
El 15 d'agost de 2011, FAW-VW va celebrar el seu vintè aniversari amb el seu cotxe número un milió el 2011 (un Magotan B7L).
El 26 de març de 2019, FAW-VW va llançar una nova submarca Jetta, amb tres vehicles nous: Jetta VA3, VS5 i VS7. Tot i que el VA3 és una denominació rebatejada del VW Jetta a la Xina, els dos models SUV, VS5 i VS7, són denominacions rebatejades de models SEAT. Està previst que les vendes comencin el tercer trimestre d'aquest any. Tots els models Jetta s'assemblen a la fàbrica de Chengdu.

## Models actuals (Audi; fàbrica de Changchun)

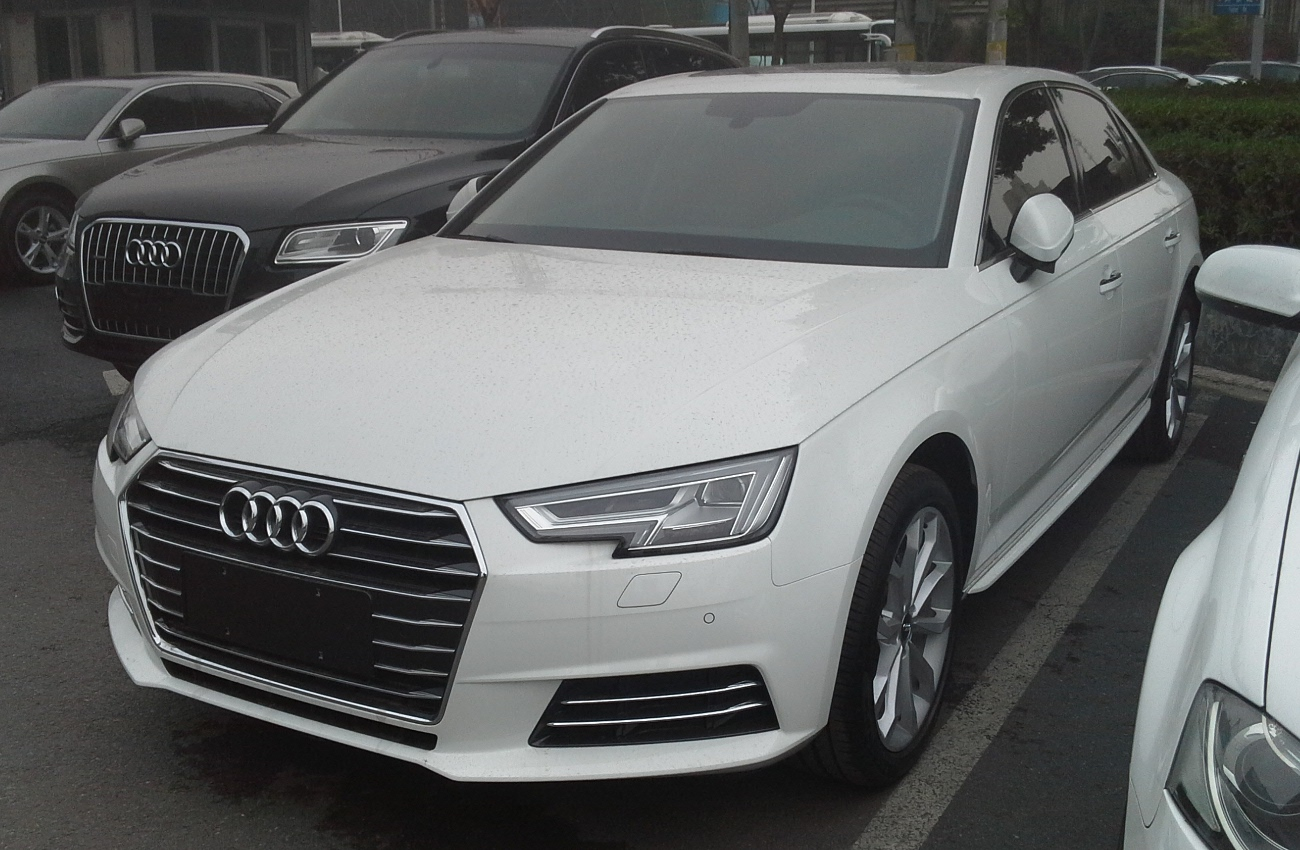
2016–actualitat 奥迪A4L Audi A4L B9
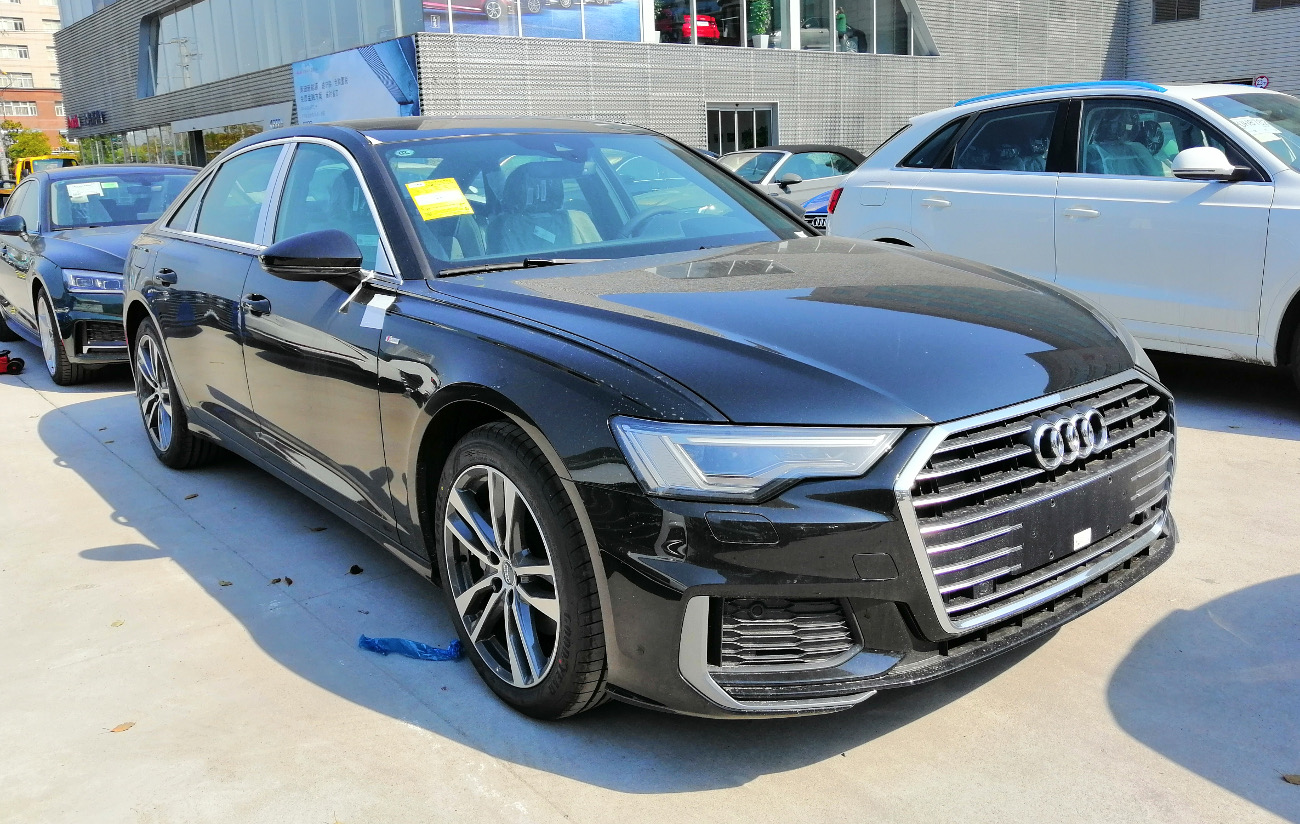
2019–actualitat 奥迪A6L Audi A6L C8
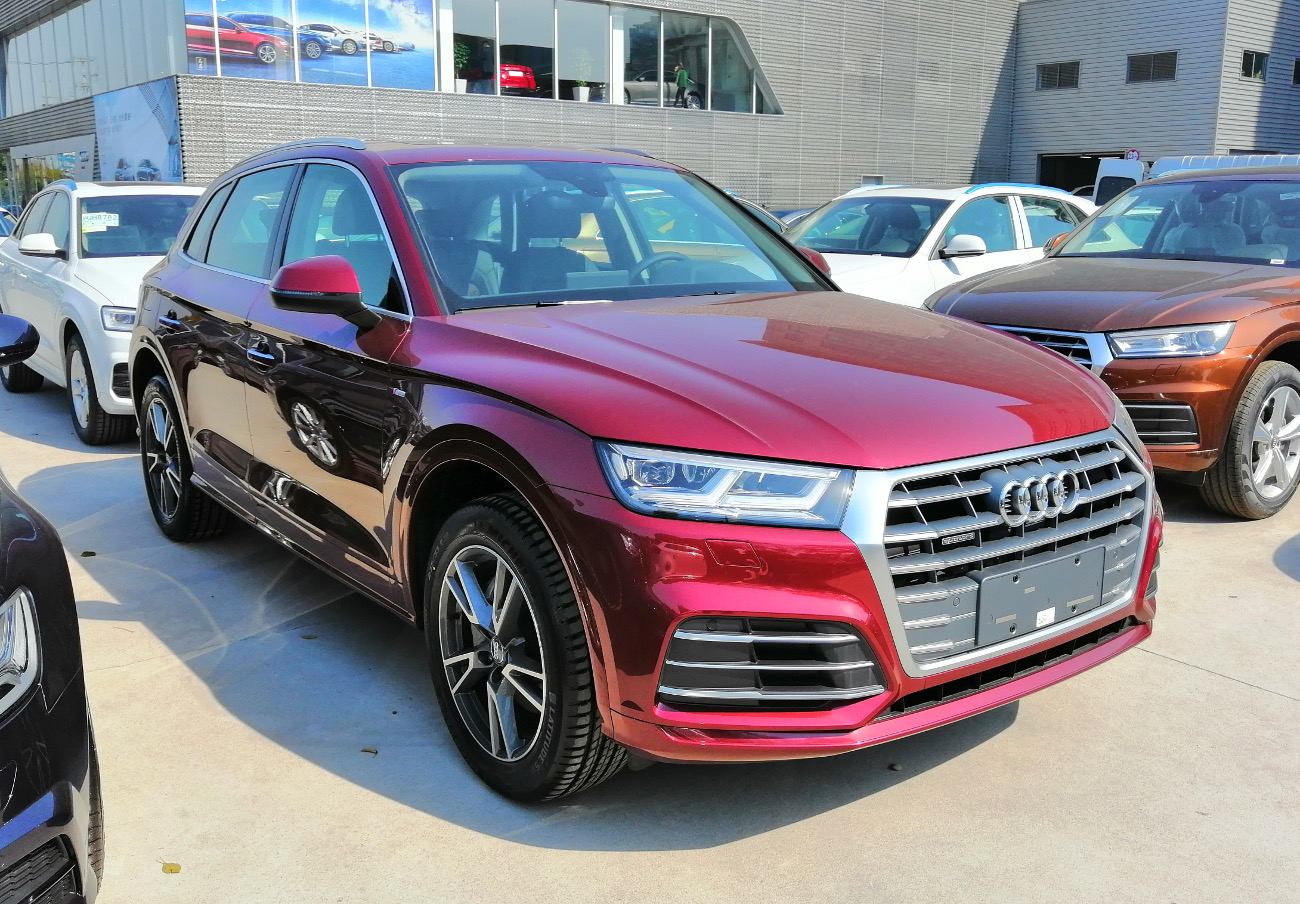
2018–actualitat 奥迪Q5L Audi Q5L
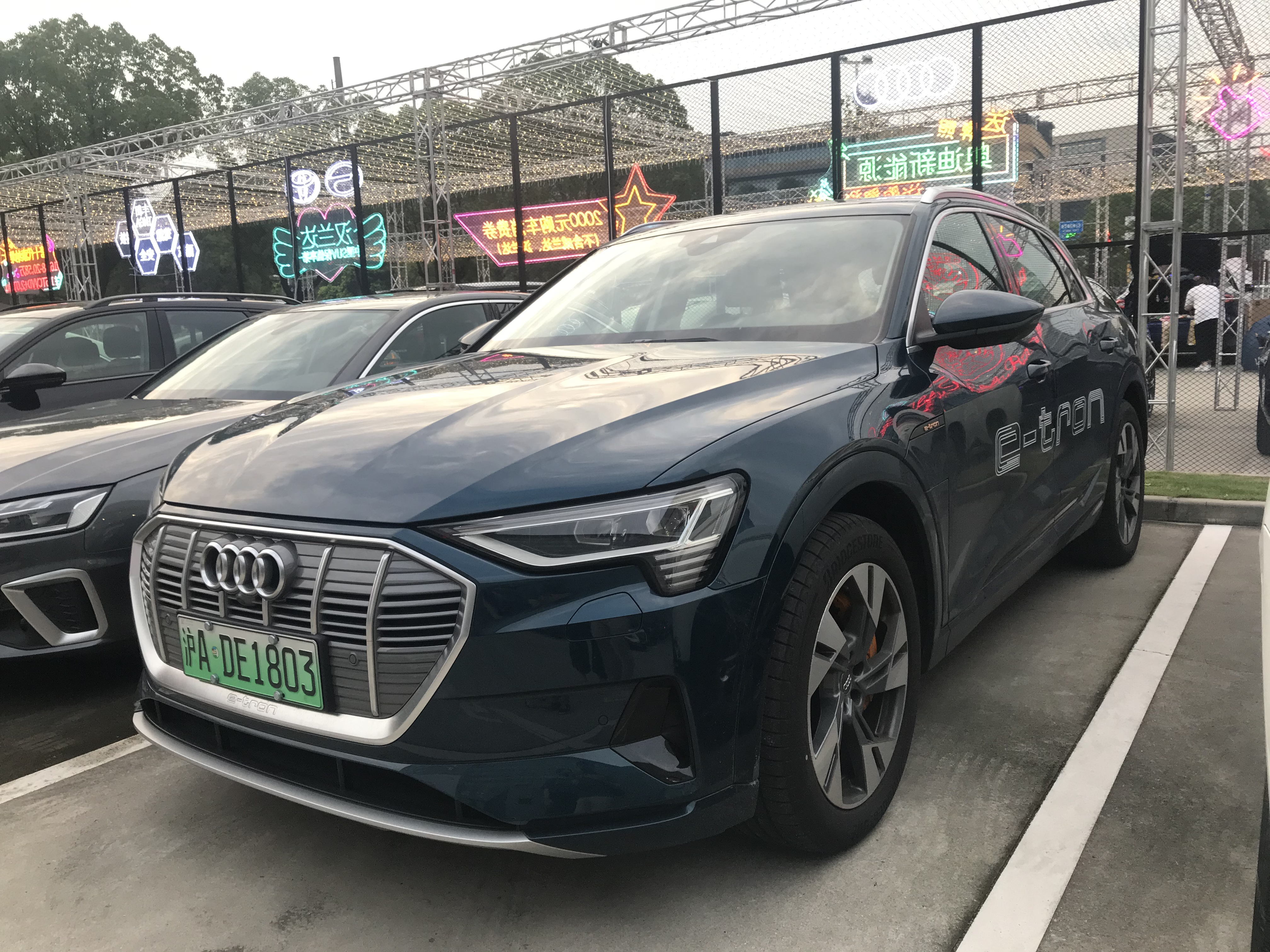
2020–actualitat 奥迪e-tron Audi e-tron

## Models actuals (Audi; fàbrica de Foshan)

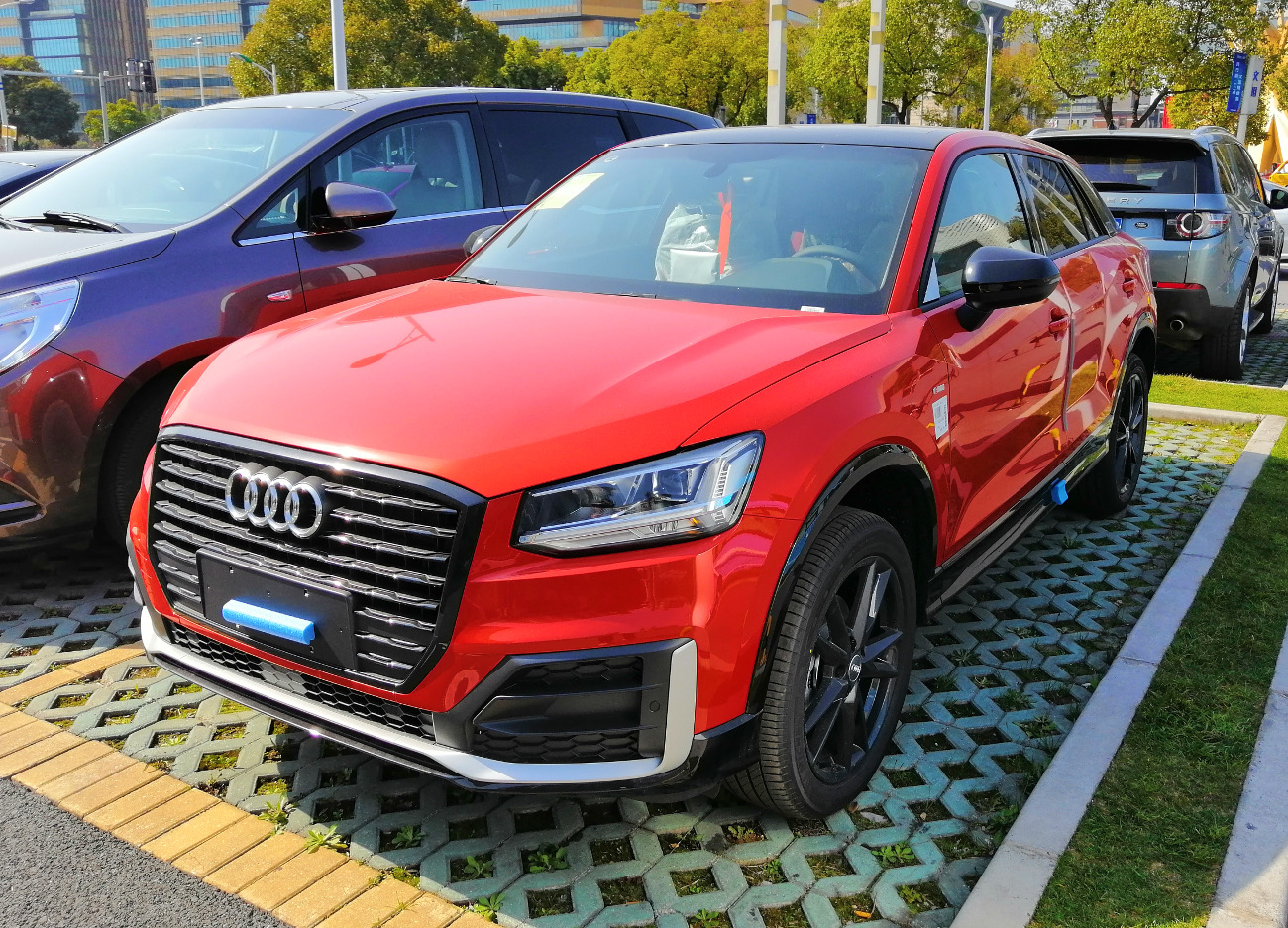
2018–actualitat 奥迪Q2L Audi Q2L

## Models actuals (Audi; fàbrica de Qingdao)

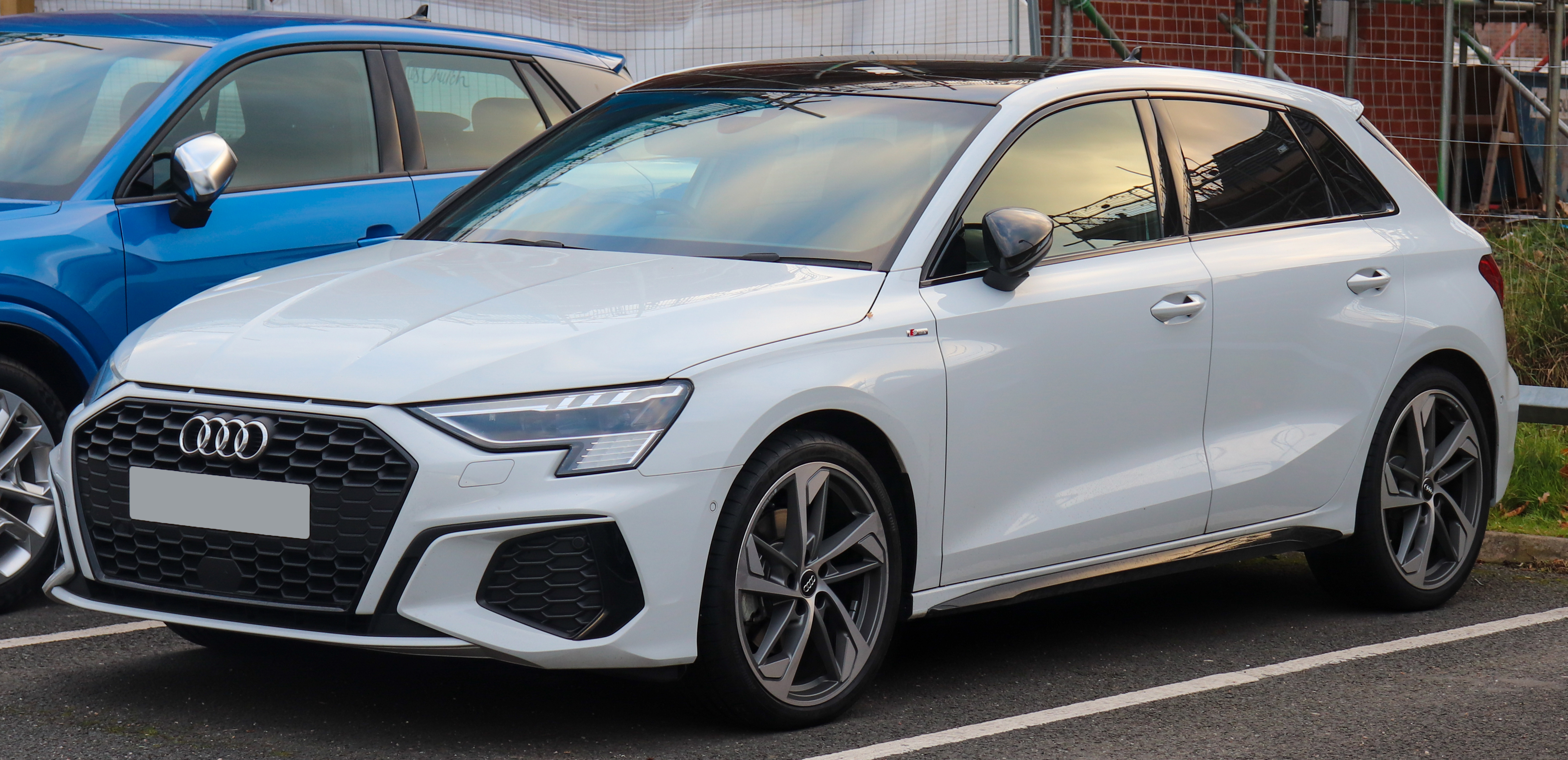
2020–actualitat 奥迪A3 Audi A3 8Y Sportback
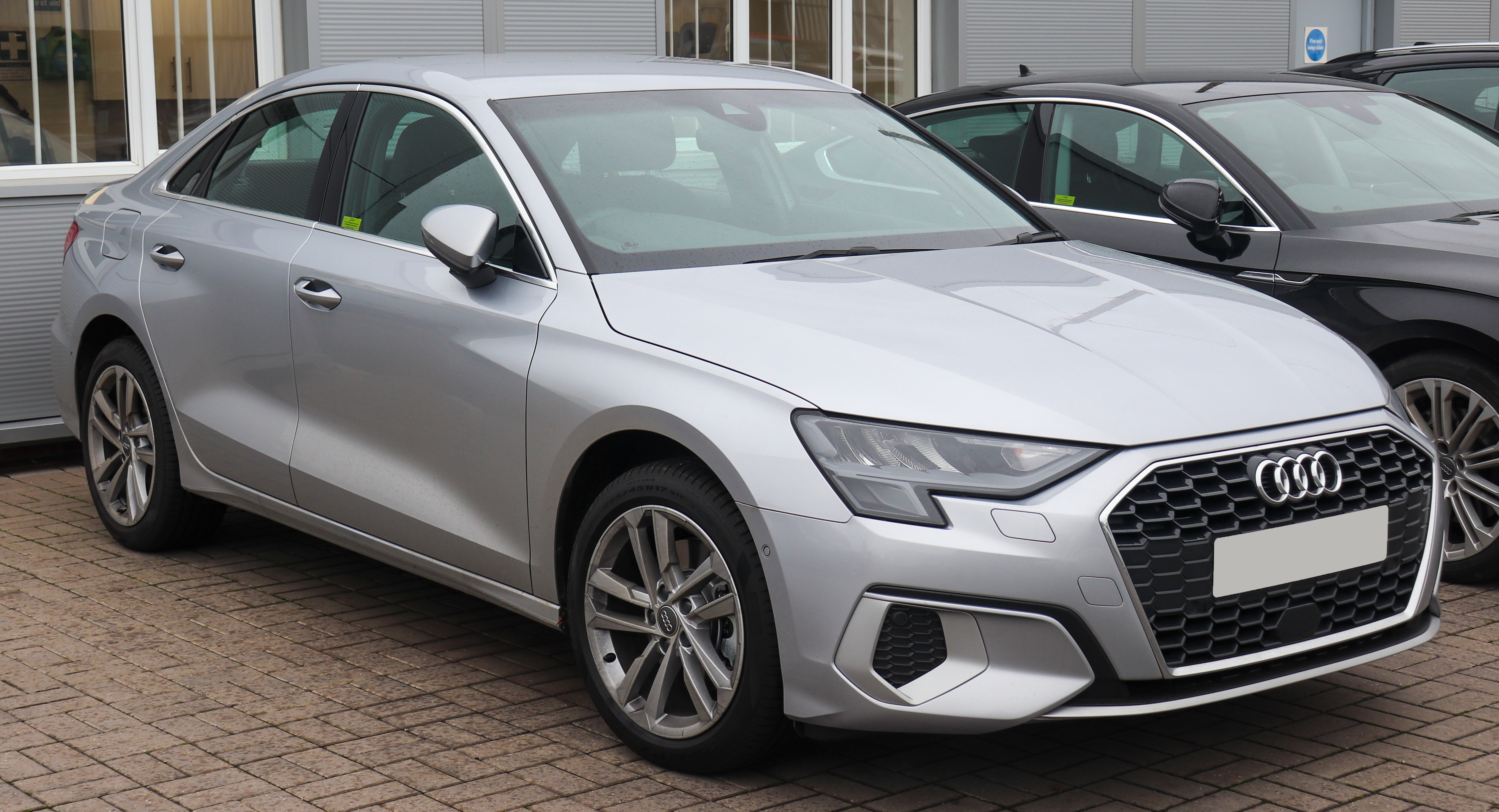
2020–actualitat 奥迪A3L Audi A3L

## Models actuals (Audi; fàbrica de Tianjin)

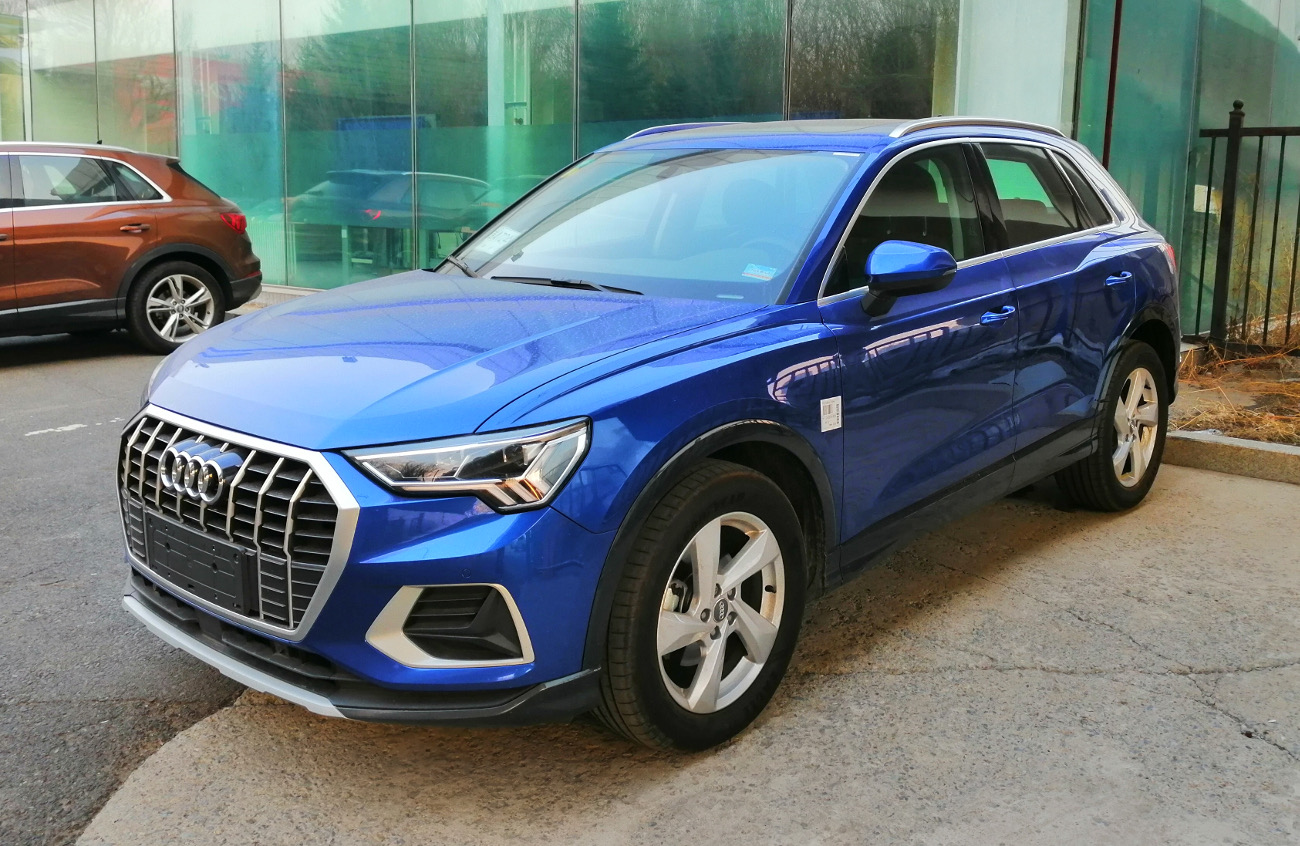
2019–actualitat 奥迪Q3 Audi Q3 F3
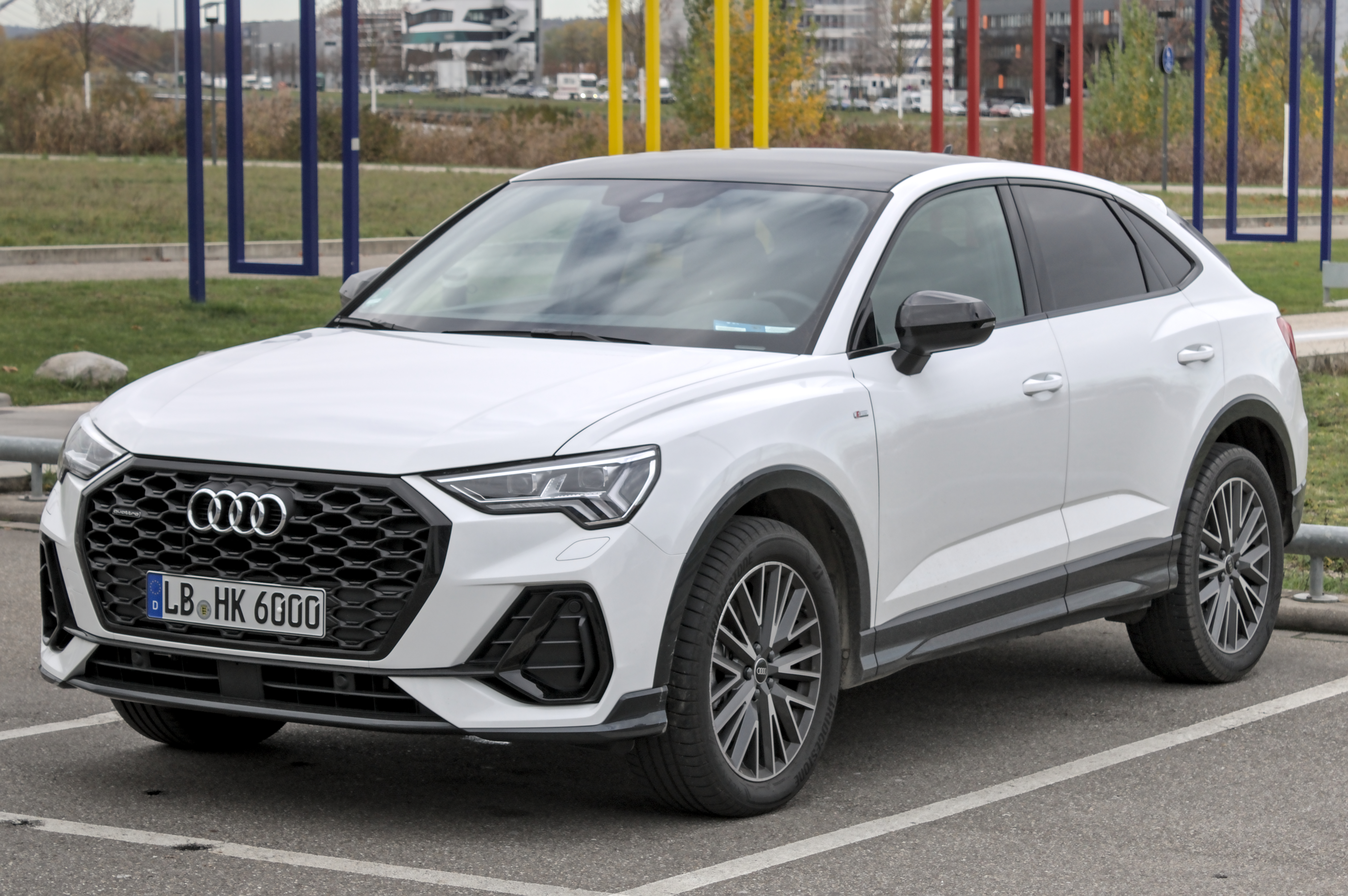
2020–actualitat 奥迪Q3 Audi Q3 Sportback

## Models actuals (Volkswagen; fàbrica de Changchun)

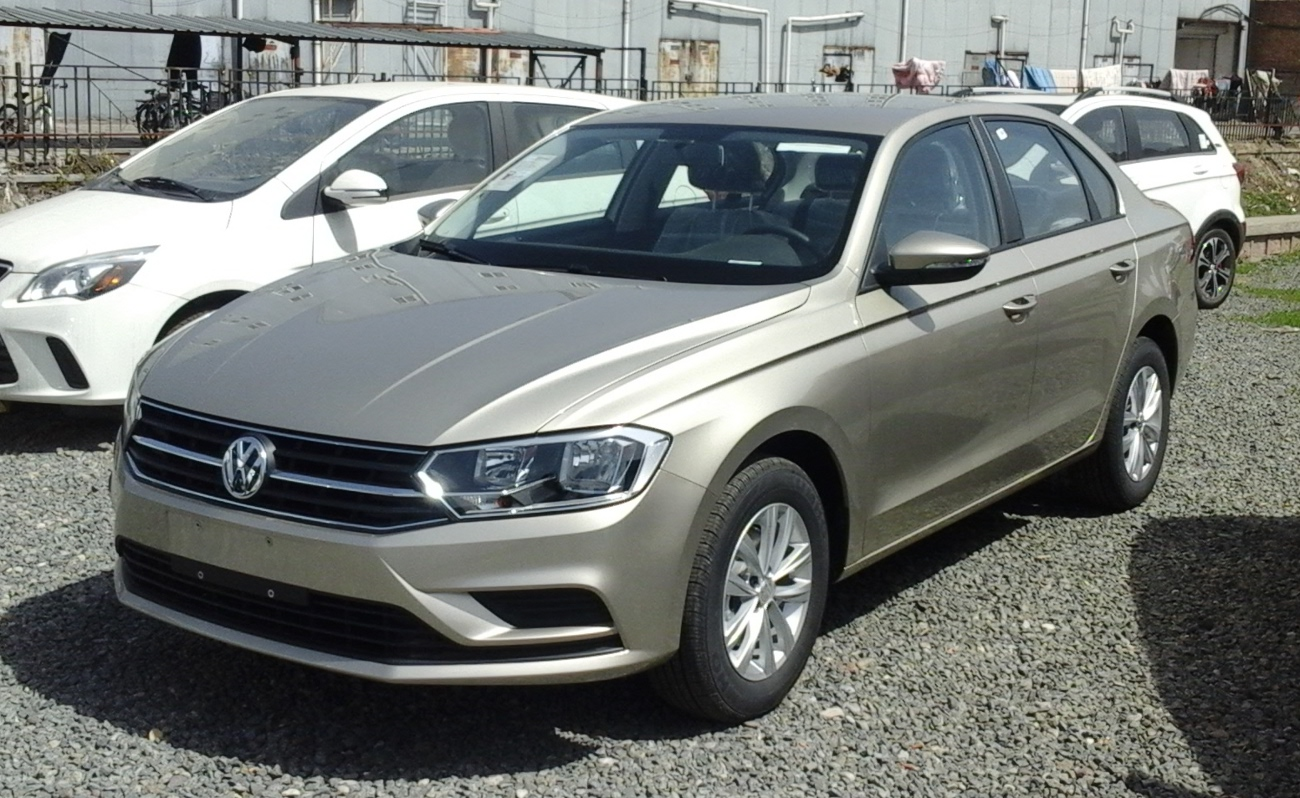
2016–actualitat 大众宝来 Volkswagen Bora
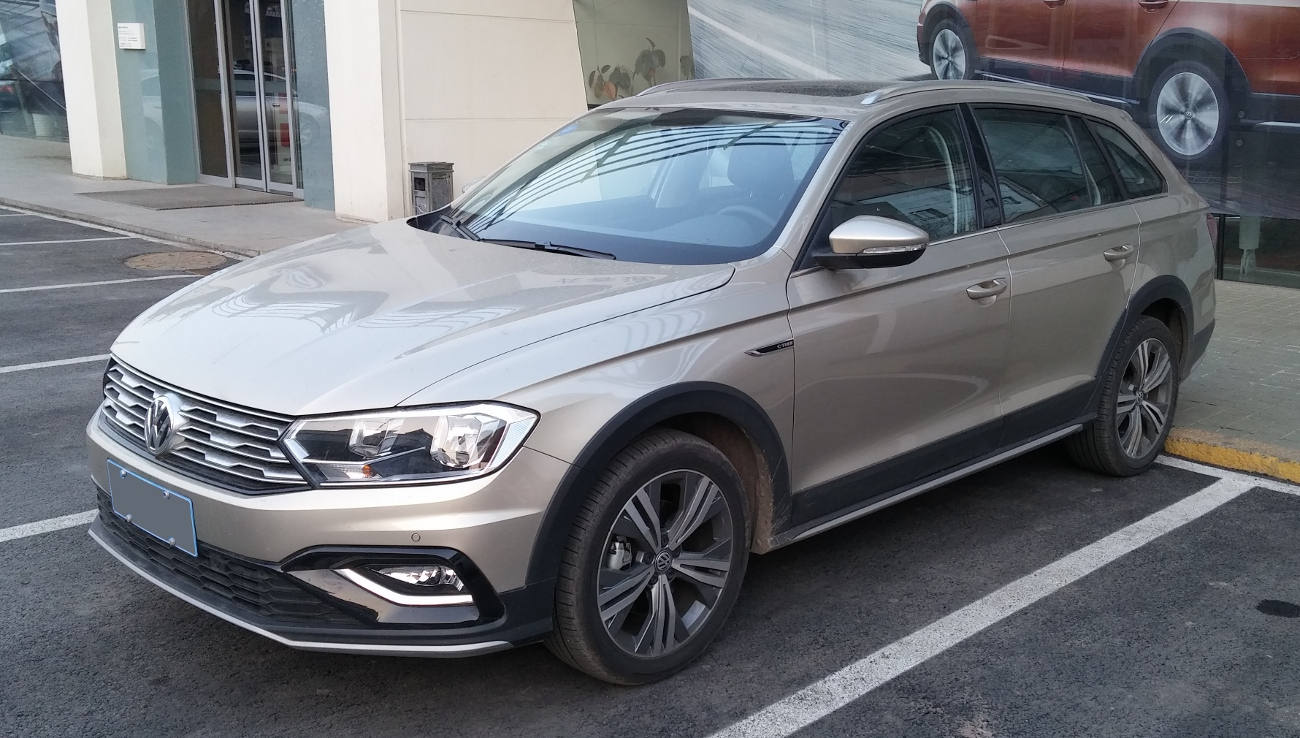
2016–actualitat 大众C-Trek Volkswagen C-Trek
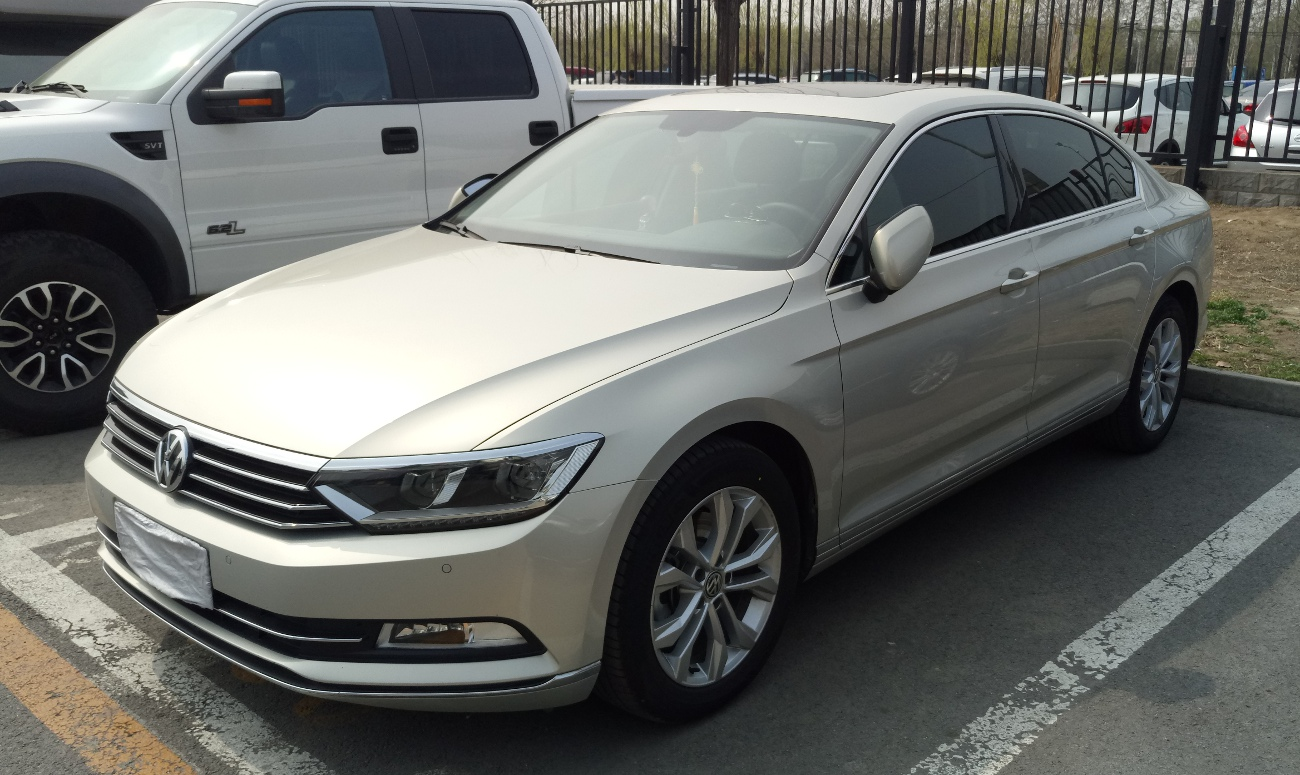
2016–actualitat 大众迈腾B8L Volkswagen Magotan B8L
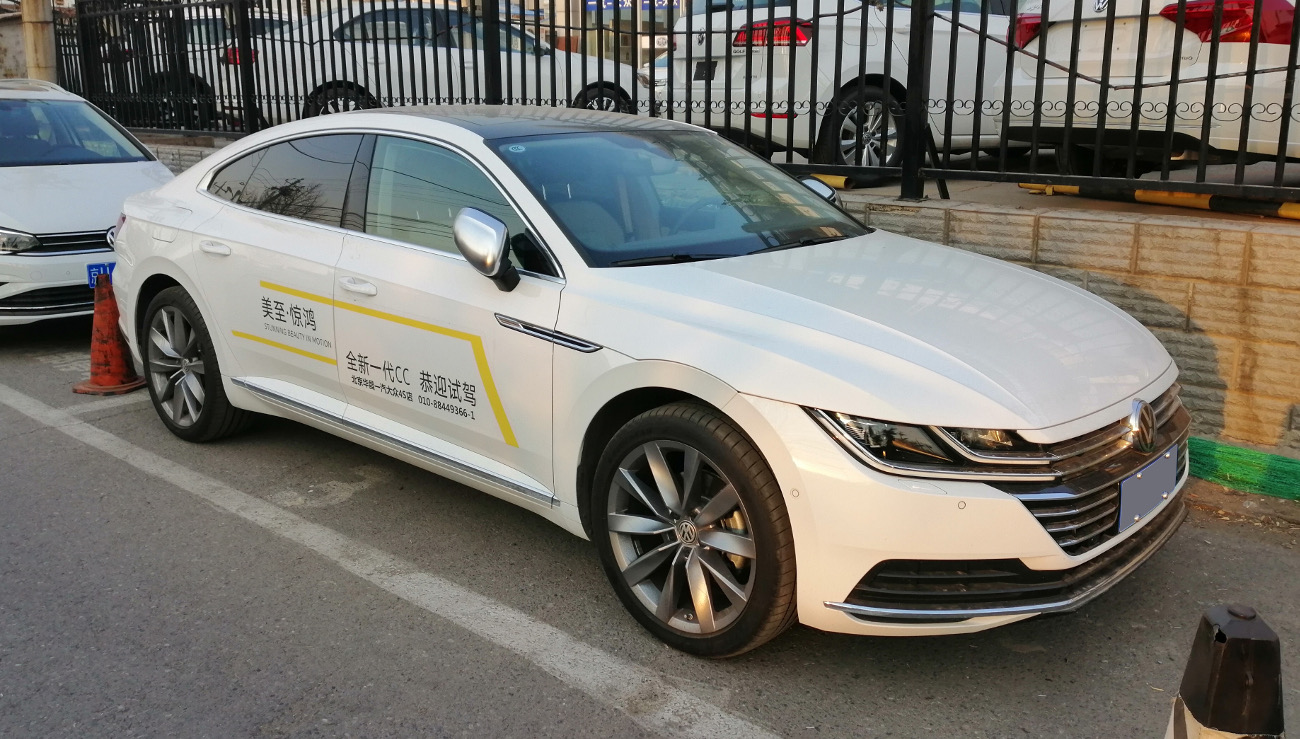
2018–actualitat 大众CC Volkswagen CC
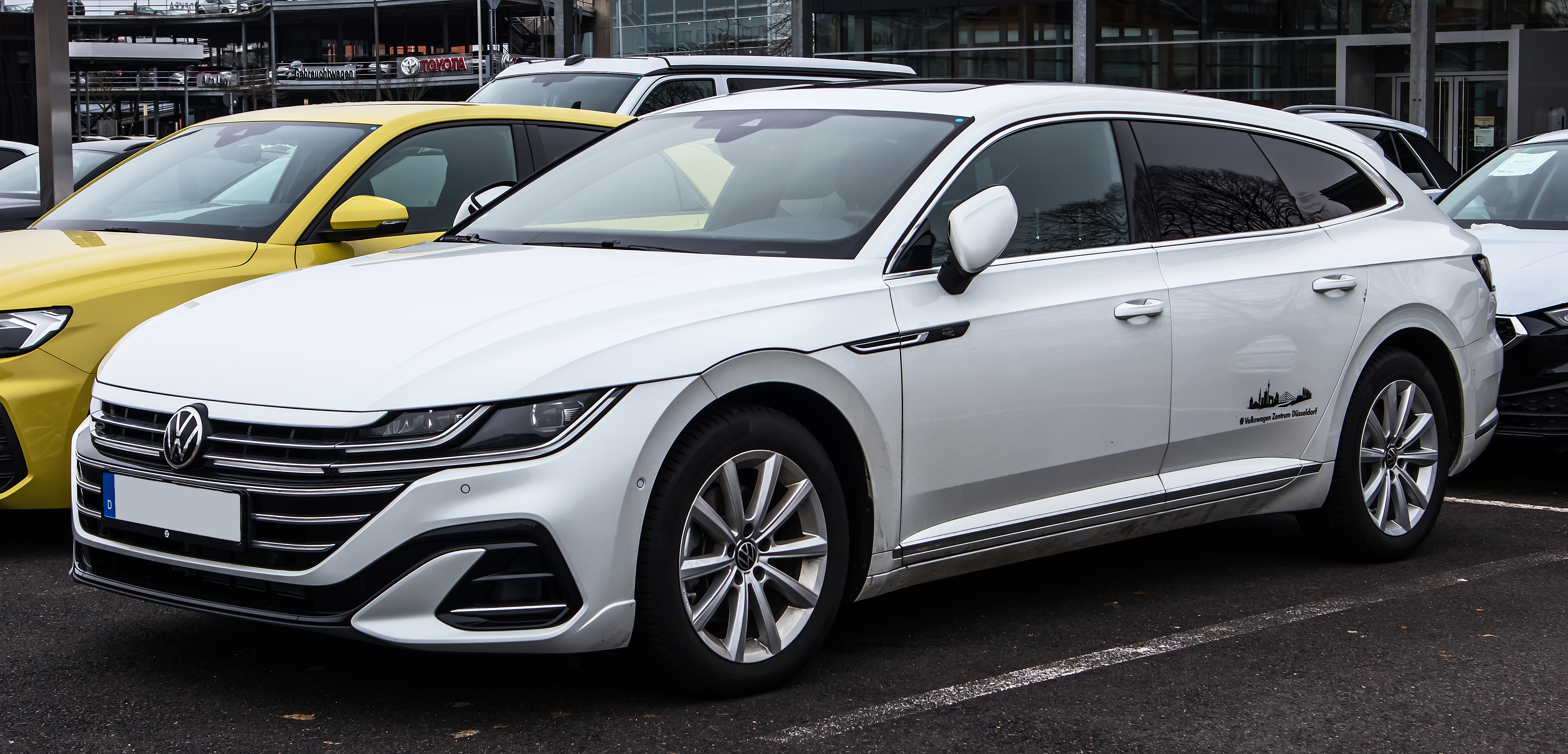
2020–actualitat 大众CC猎装车 Volkswagen CC Shooting Brake
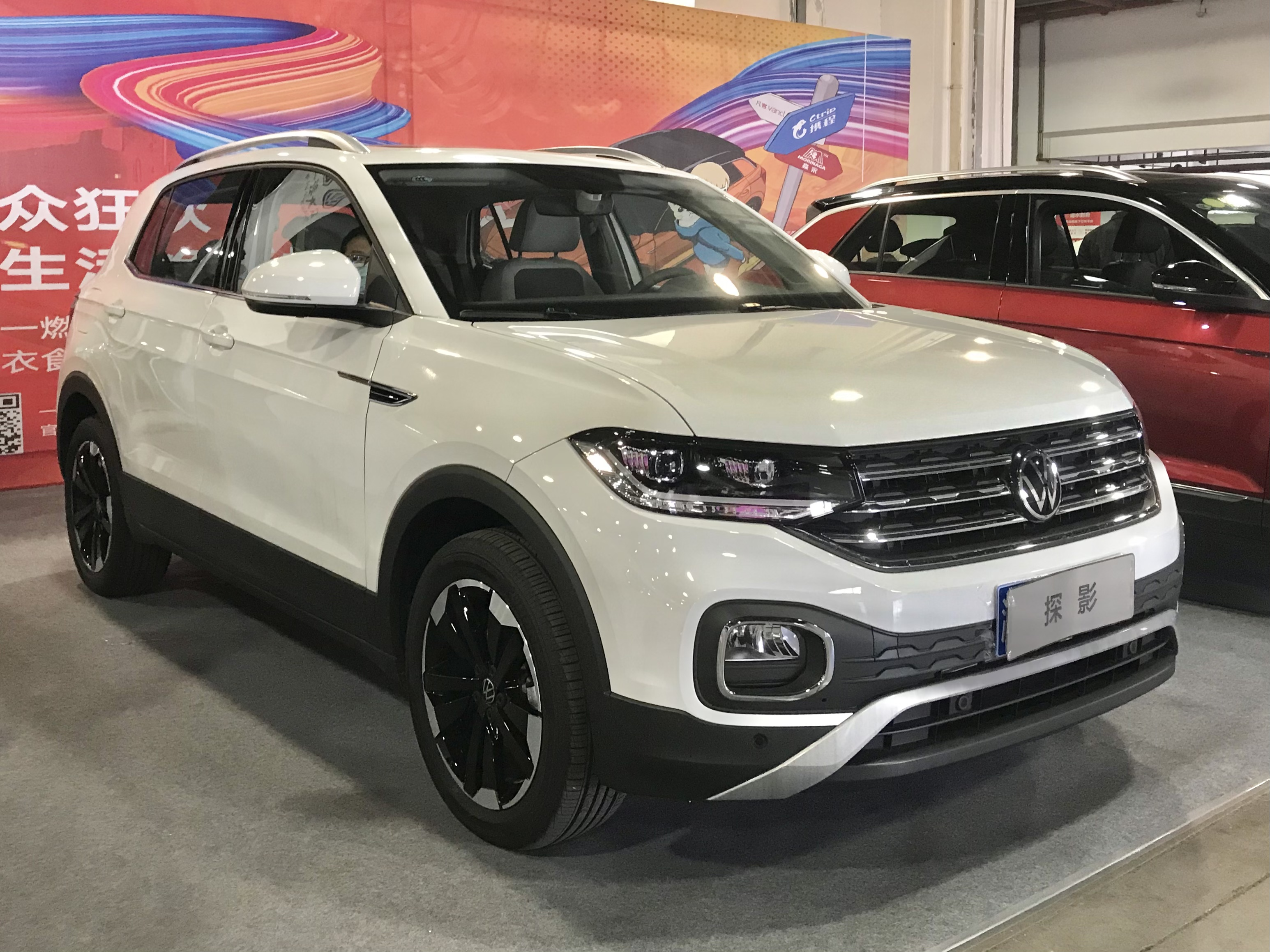
2019–actualitat 大众探影 Volkswagen Tacqua

## Models actuals (model Jetta; tots els cotxes muntats a la fàbrica de Chengdu)

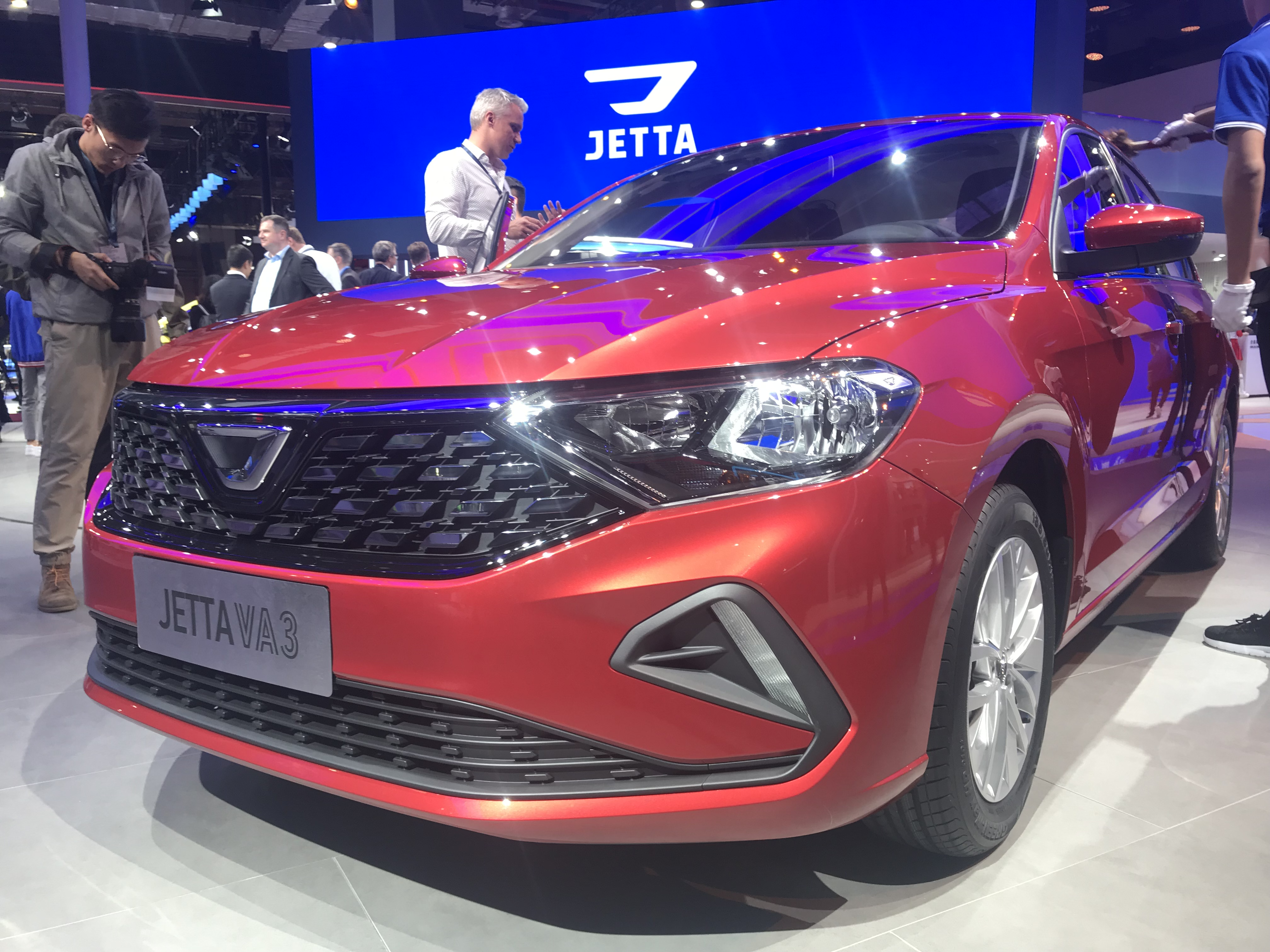
2019–actualitat 捷达VA3 Jetta VA3
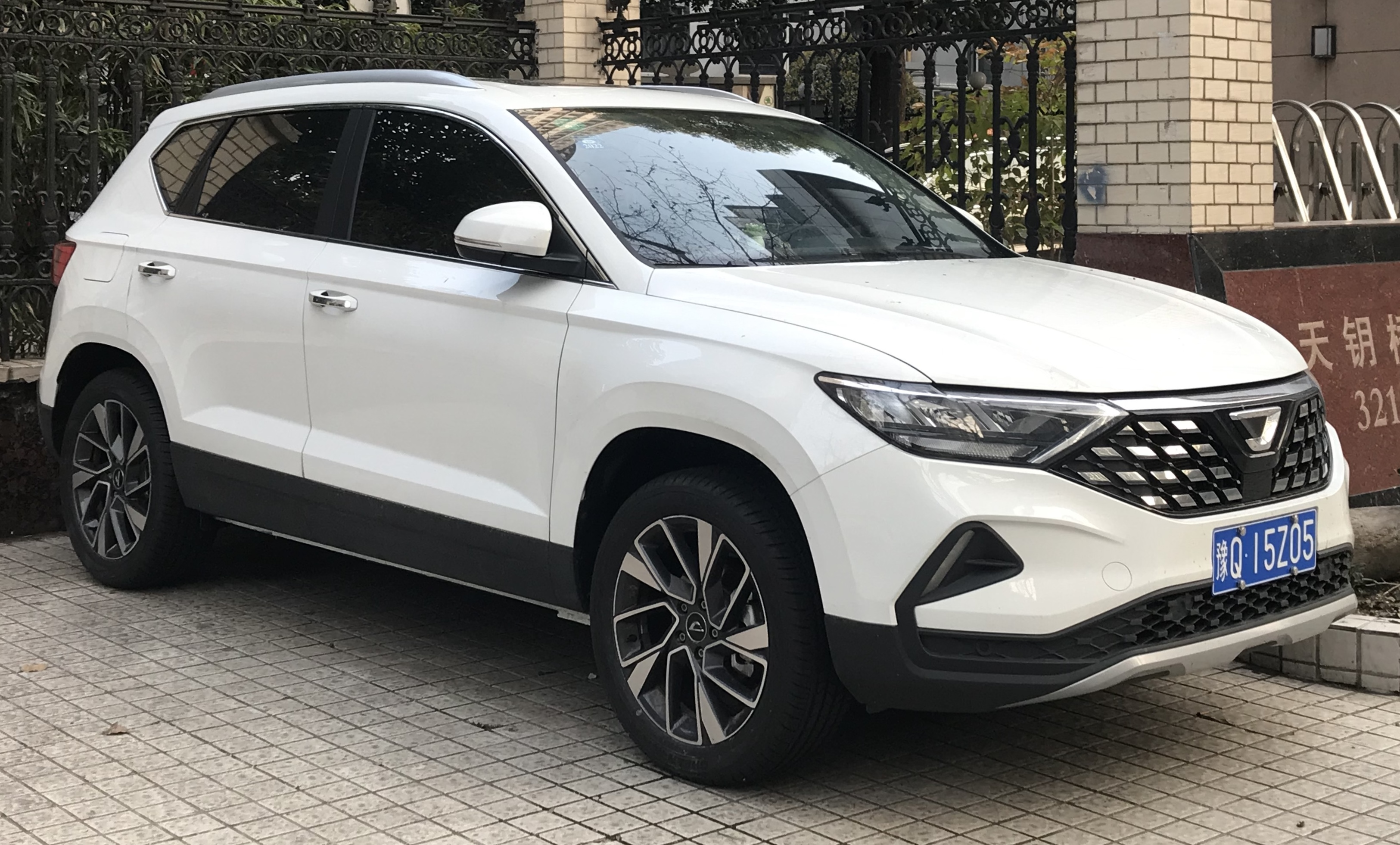
2019–actualitat 捷达VS5 Jetta VS5
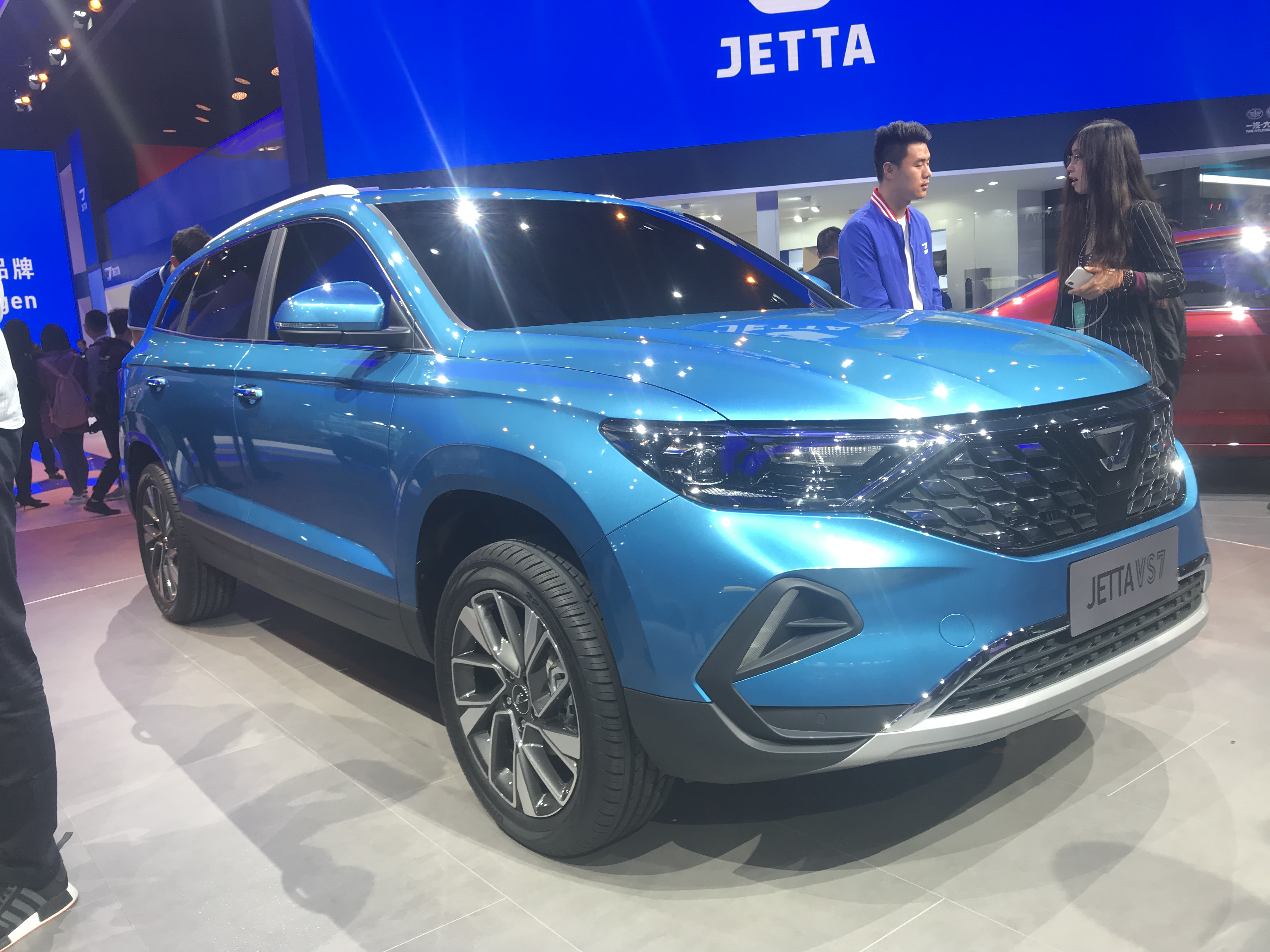
2019–actualitat 捷达VS7 Jetta VS7

## Models actuals (Volkswagen; fàbrica de Chengdu)

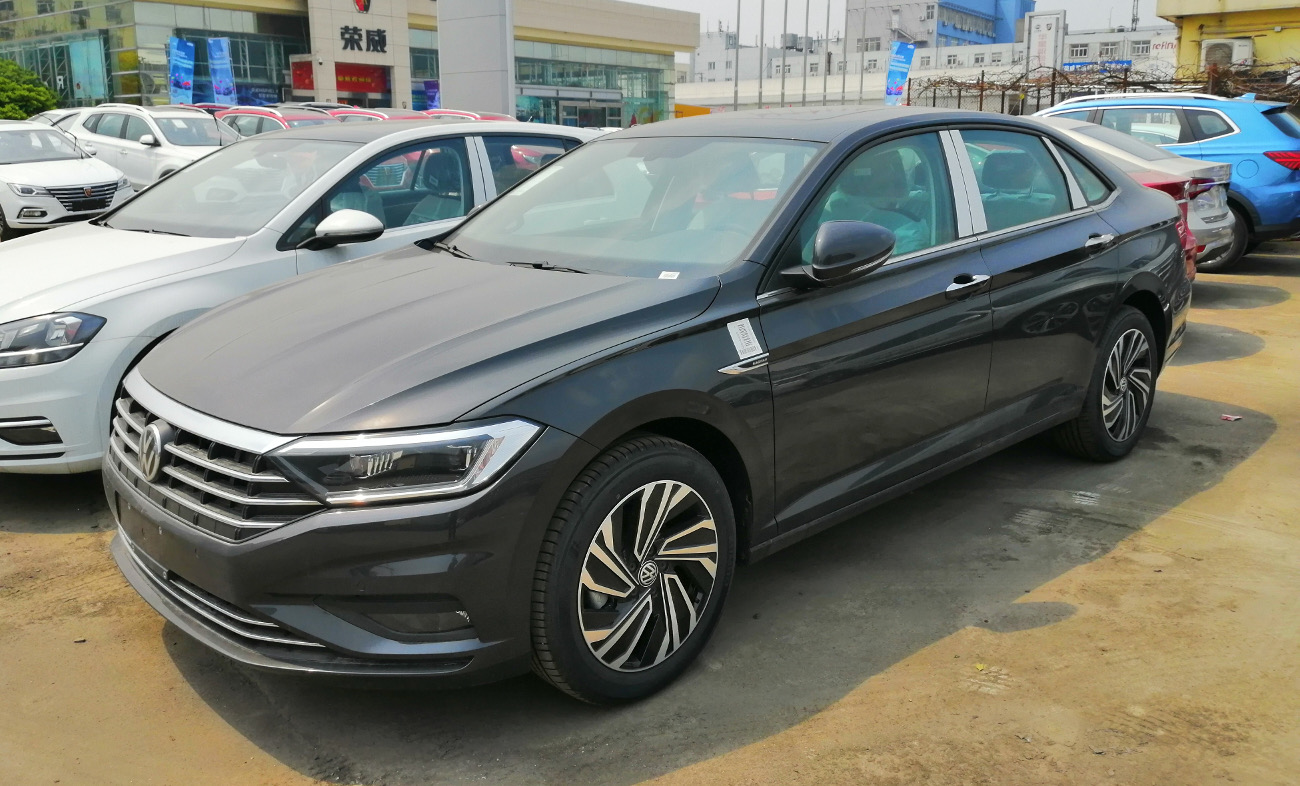
2019–actualitat 大众速腾A7 Volkswagen Sagitar A7

## Models actuals (Volkswagen; fàbrica de Foshan)

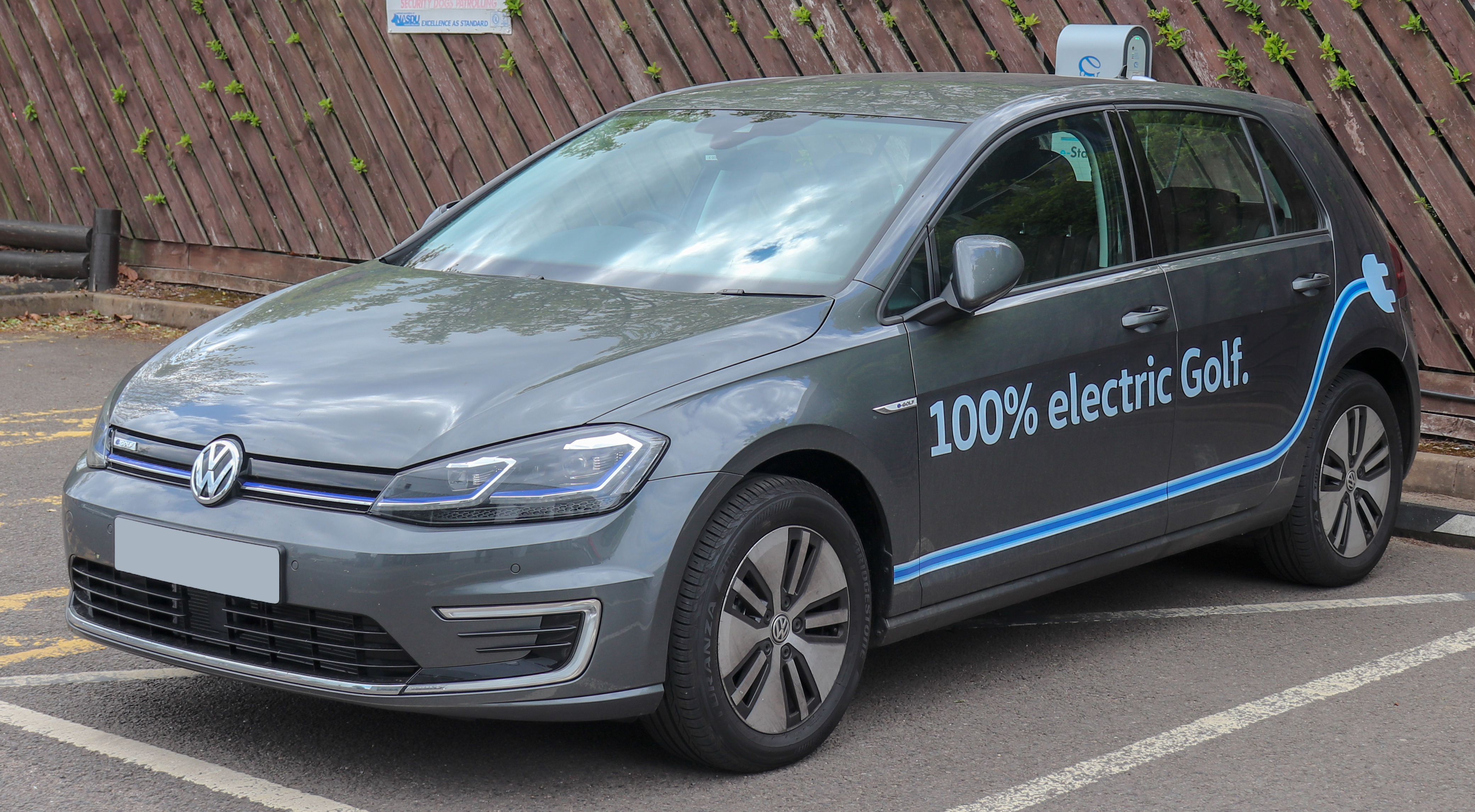
2019–actualitat 大众e-高尔夫 Volkswagen e-Golf
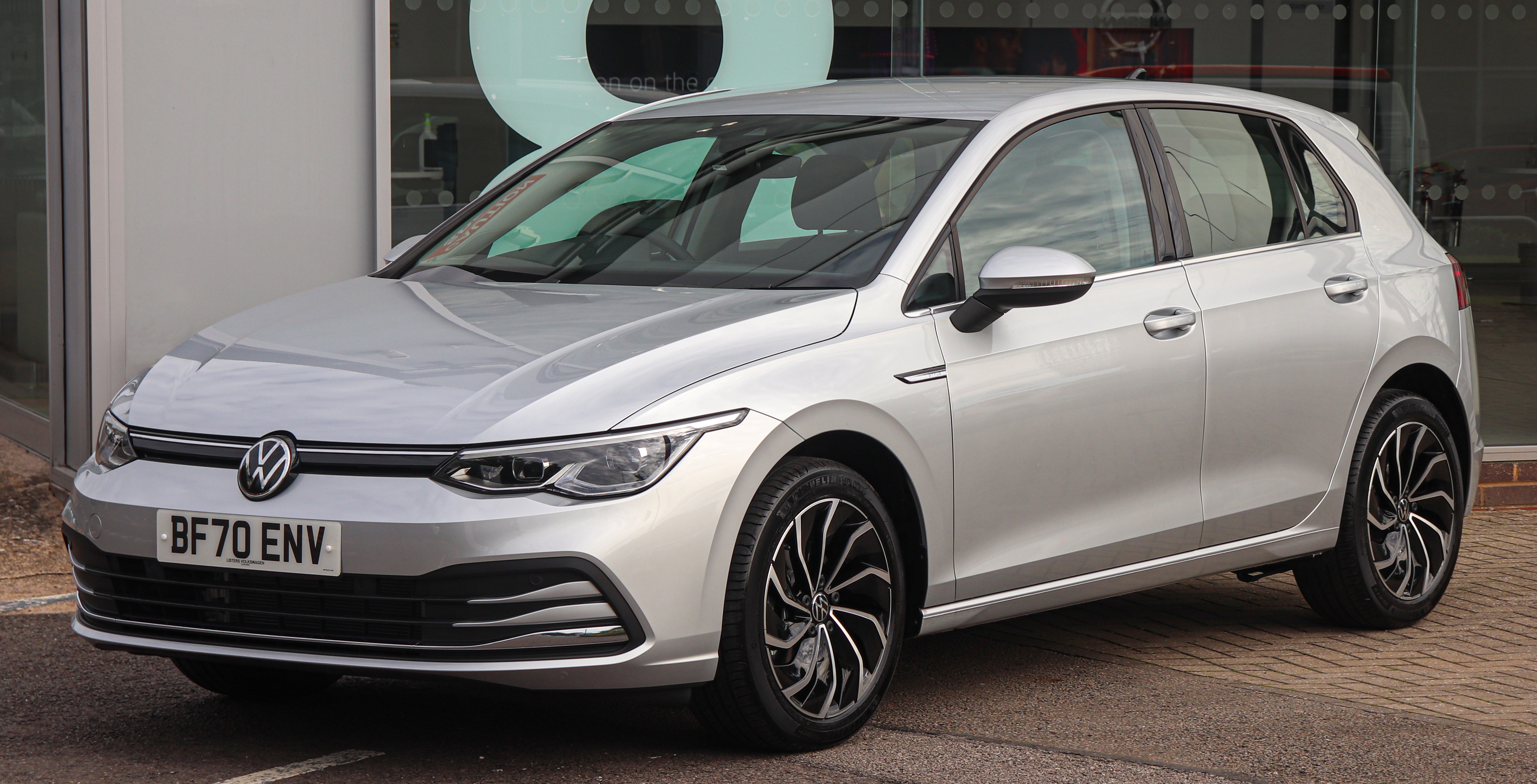
2020–actualitat 大众高尔夫 Volkswagen Golf VIII
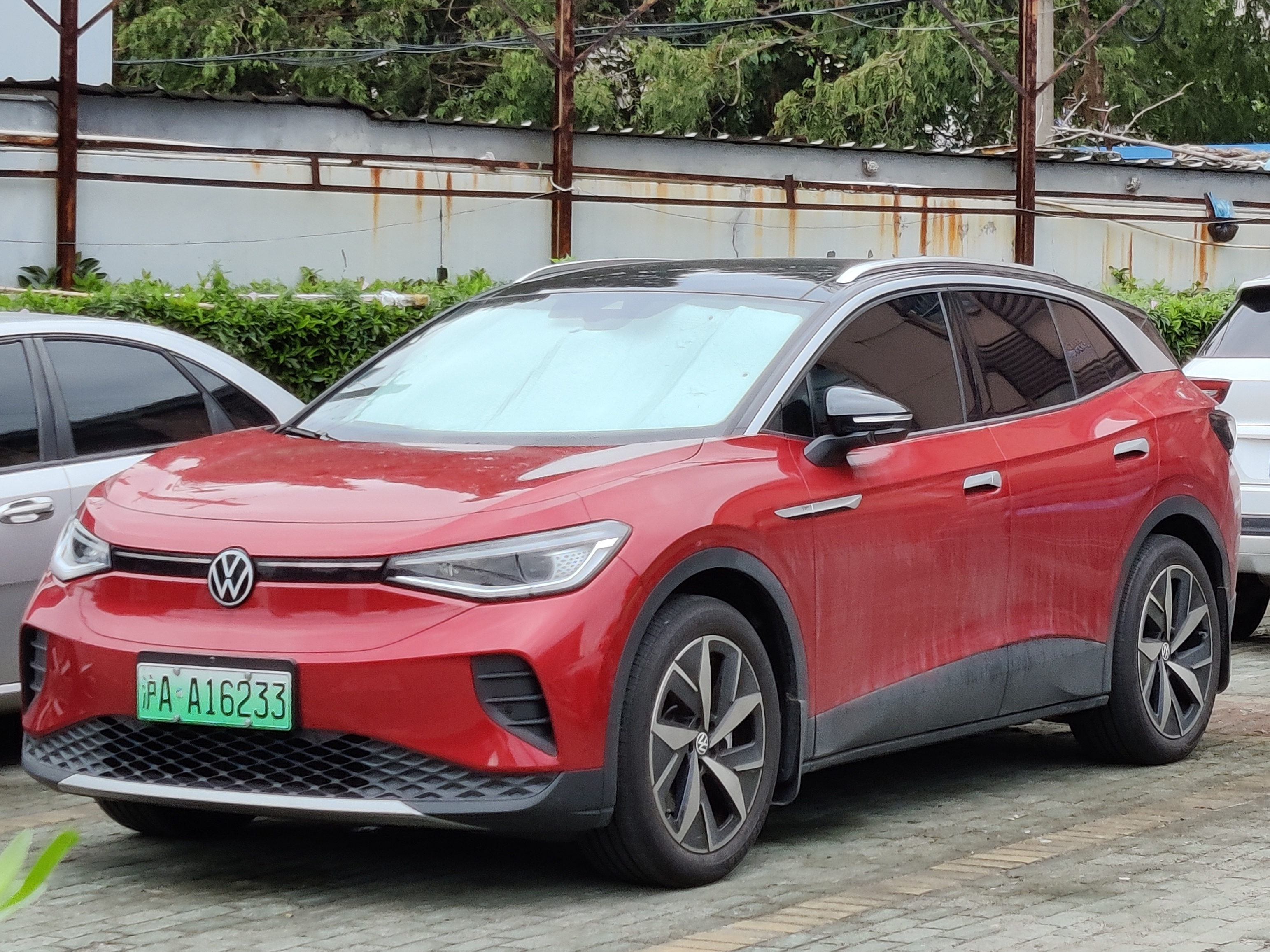
2020–actualitat 大众ID.4 Crozz Volkswagen ID.4 Crozz
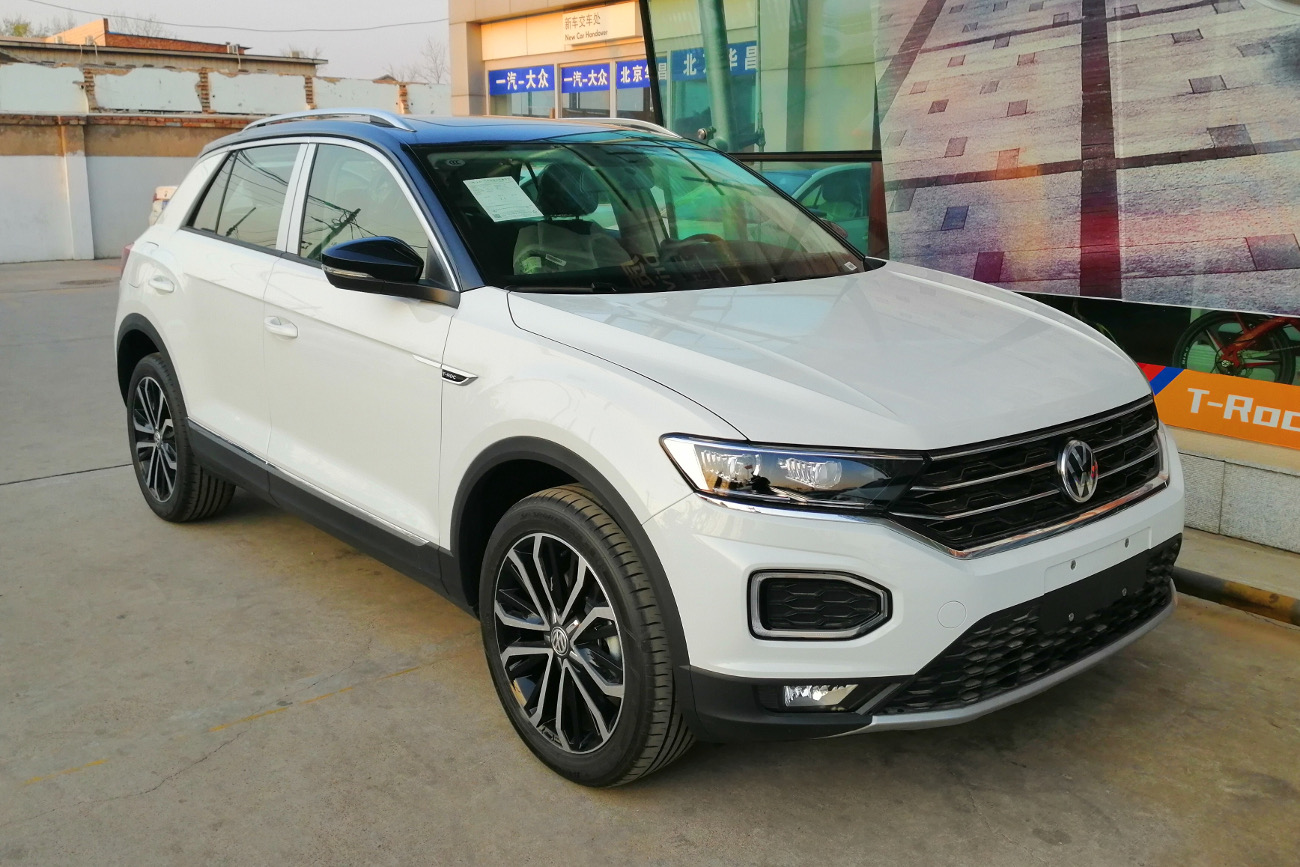
2018–actualitat 大众T-Roc Volkswagen T-Roc

## Models actuals (Volkswagen; fàbrica de Qingdao)

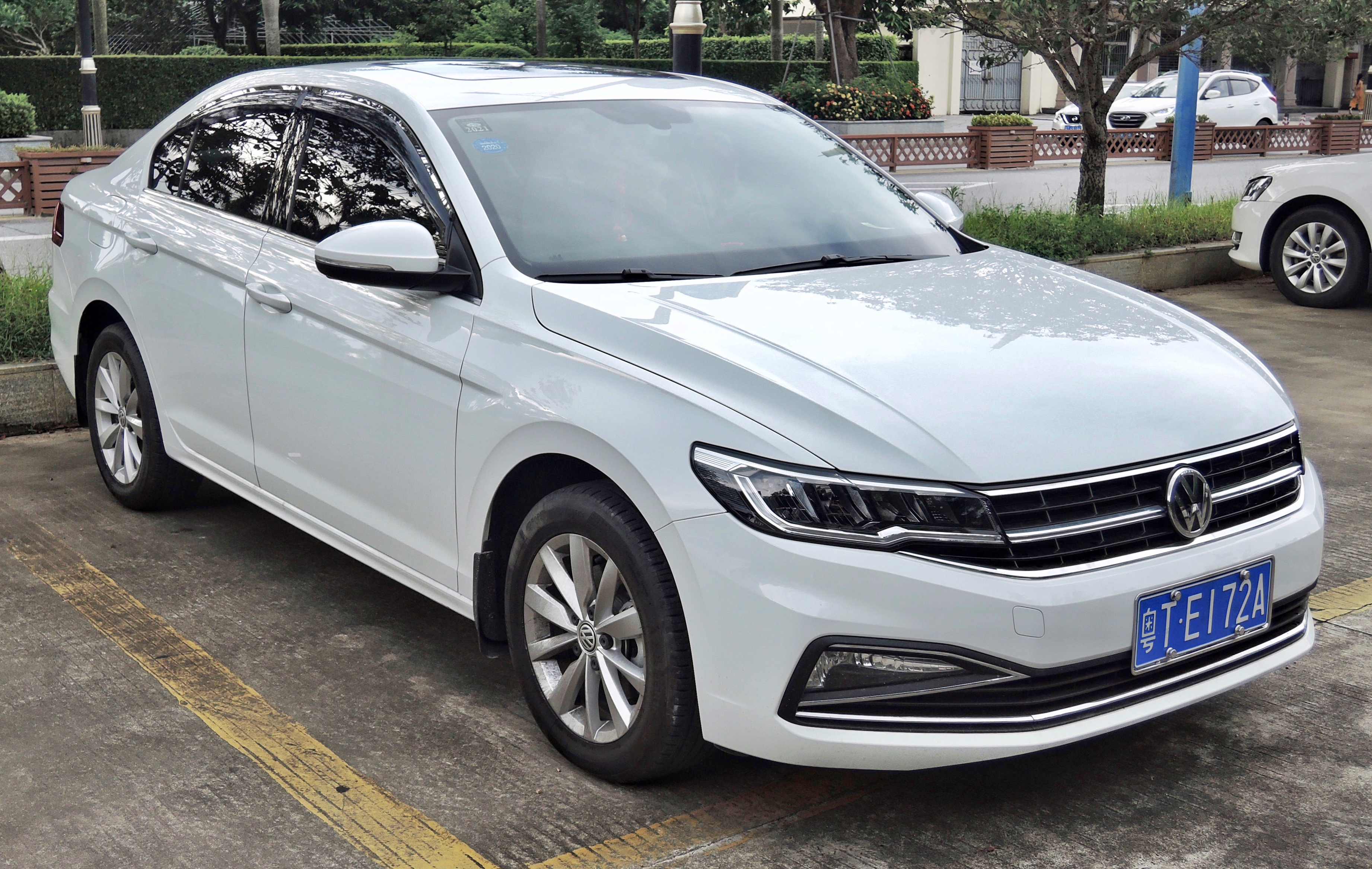
2018–actualitat 大众宝来 Volkswagen Bora

## Models actuals (Volkswagen; fàbrica de Tianjin)

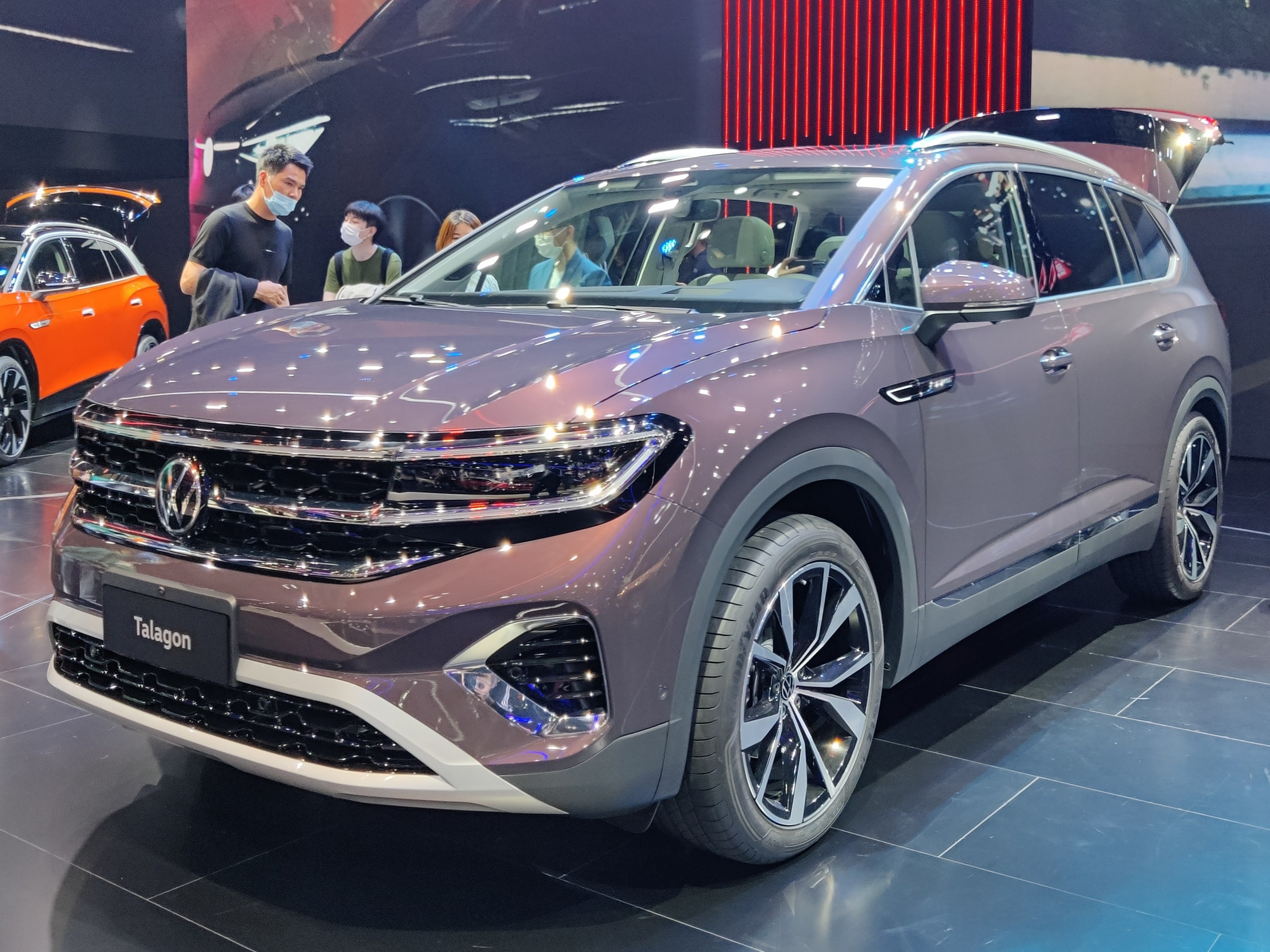
2021–actualitat 大众揽境 Volkswagen Talagon
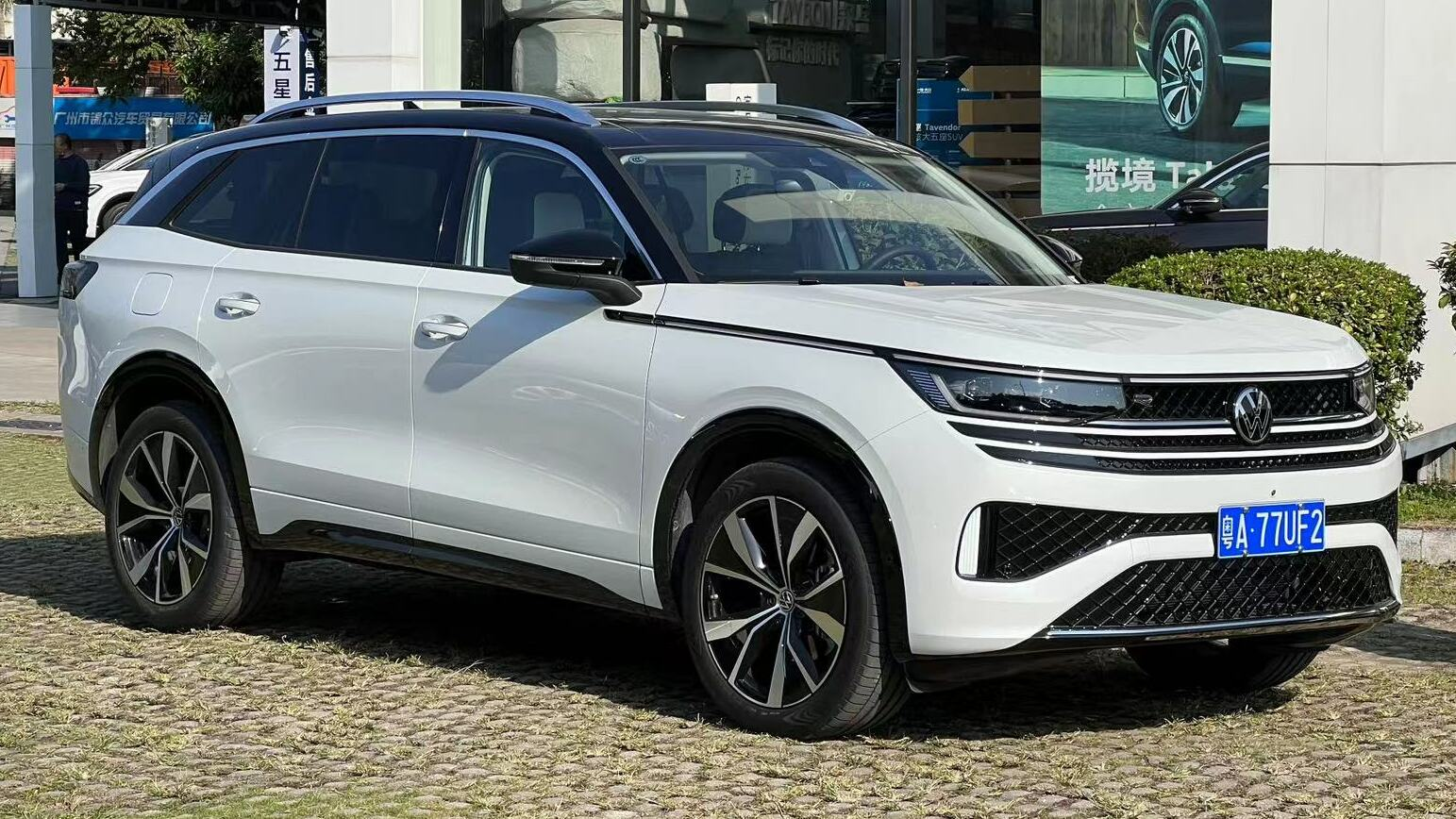
2022–actualitat 大众揽巡 Volkswagen Tavendor
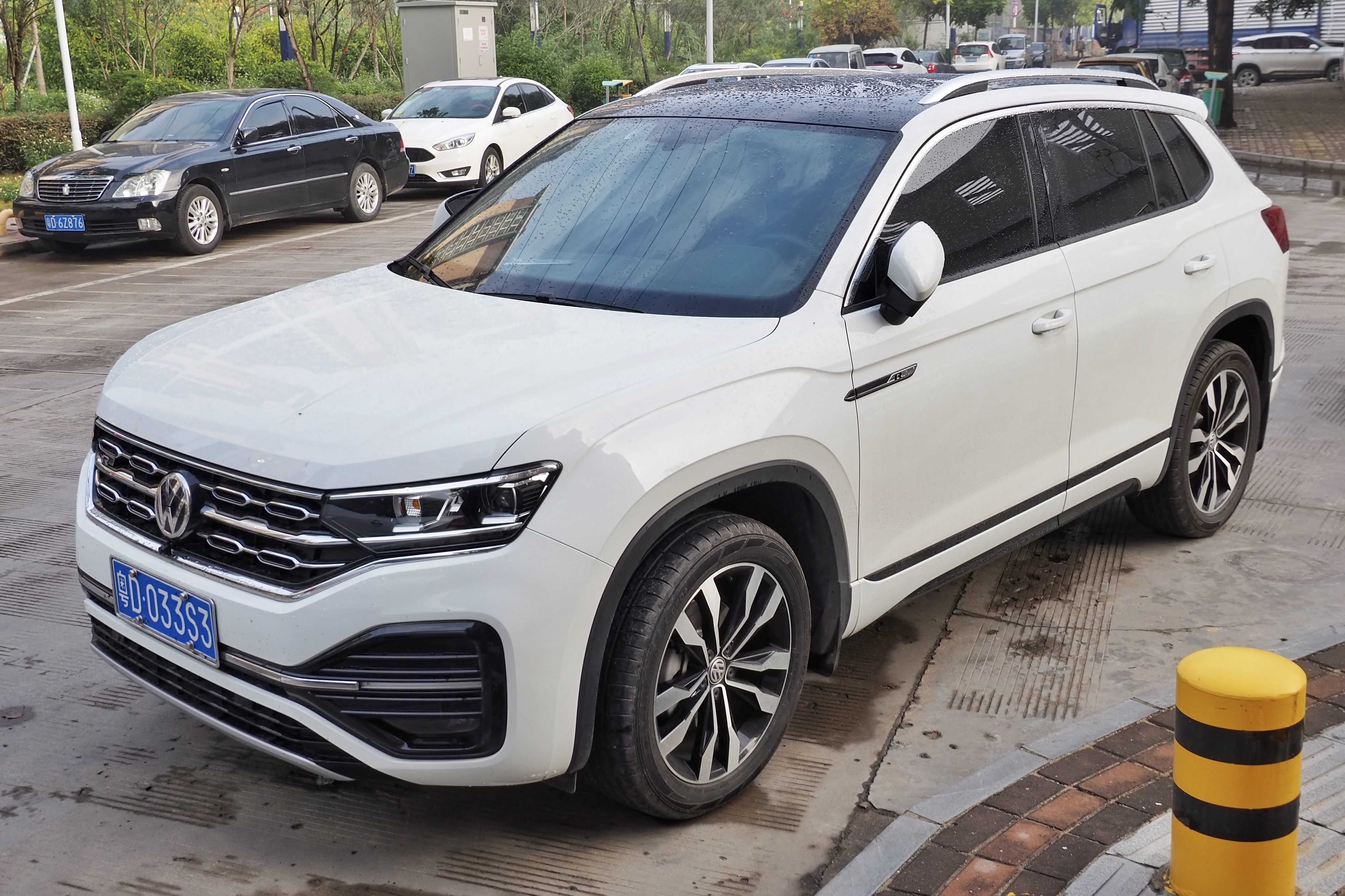
2018–actualitat 大众探岳 Volkswagen Tayron
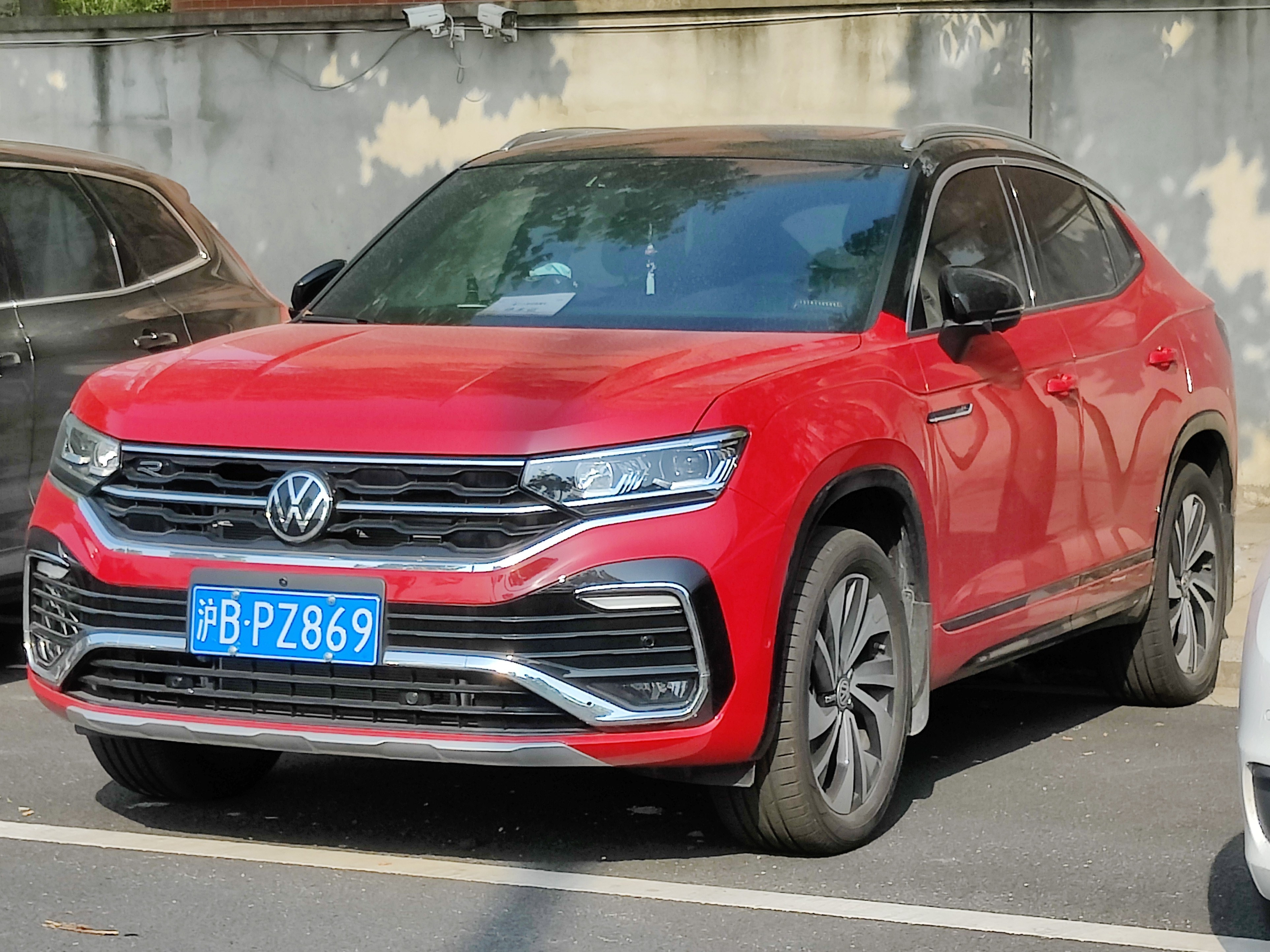
2020–actualitat 大众探岳X Volkswagen Tayron X